# 周任
周任（1469年—？），字以仁，浙江衢州府江山縣人，明朝政治人物。

## 生平
弘治二年（1489年）己酉科浙江鄉試第八十四名。弘治十八年（1505年）乙丑科進士，授福建莆田县知县，正德十四年（1519年）升廣西梧州府知府。

## 家族
曾祖父周真，監生；祖父周敬昌；父周亮，母毛氏。永感下。